# 果实

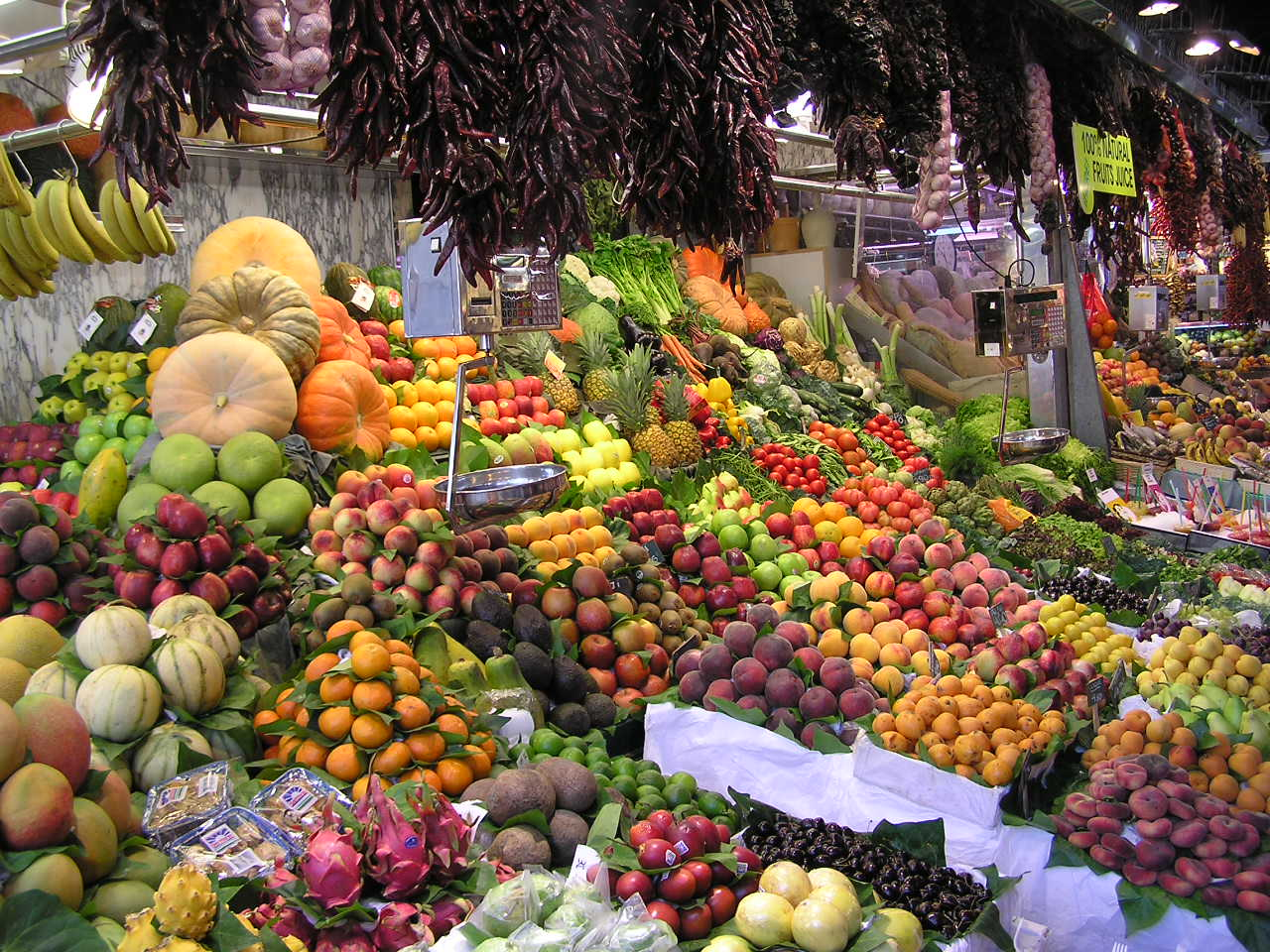
在菜市場的各式各樣的水果

果實，是被子植物（也称开花植物）花的部份組織衍生成的生殖器官，通常在开花授粉之后，以子房为主体而形成，其中包含有种子。植物藉由果實來傳播種子。其中有許多可供食用，人類或動物食用果實後移動，有助於种子传播，而果實可以提供人類或動物營養，兩者之間有共生關係，而果實也是人類及許多動物的食物來源之一。世界農業產品中，果實佔了其中很大部份。
水果是指可以生食，多汁液，有酸味或甜味的果實，像蘋果、橙、西瓜、葡萄、香蕉及檸檬等。但在植物學的定義上，也有一些不被視水果的果實，例如豆子、玉米粒、小麥的麥穗及番茄（亦可作為水果生食）。。“野果”则是相对于水果，生长于非果园或野地植物所结的果实，有些可食但水分不多，有些则具毒性。
果实的结构通常可分为种子和果皮两部分。果皮又可分为外果皮、中果皮和内果皮（但在多数情况下难于区分），其中外果皮的表面有时有各种形态的附属物，如腺毛草屬、钩、翅等。对于可食用的果实来说，一般所謂的果肉，实际上是果皮的一部分，比如桃的肉质部分即为中果皮。
除被子植物外，某些植物也可以通过单性结实形成果实，这样形成的果实在外形上与正常果实相似，但其中的种子没有生殖能力，通常发生不同程度的退化，甚至完全消失。

## 果實和水果之間的關係

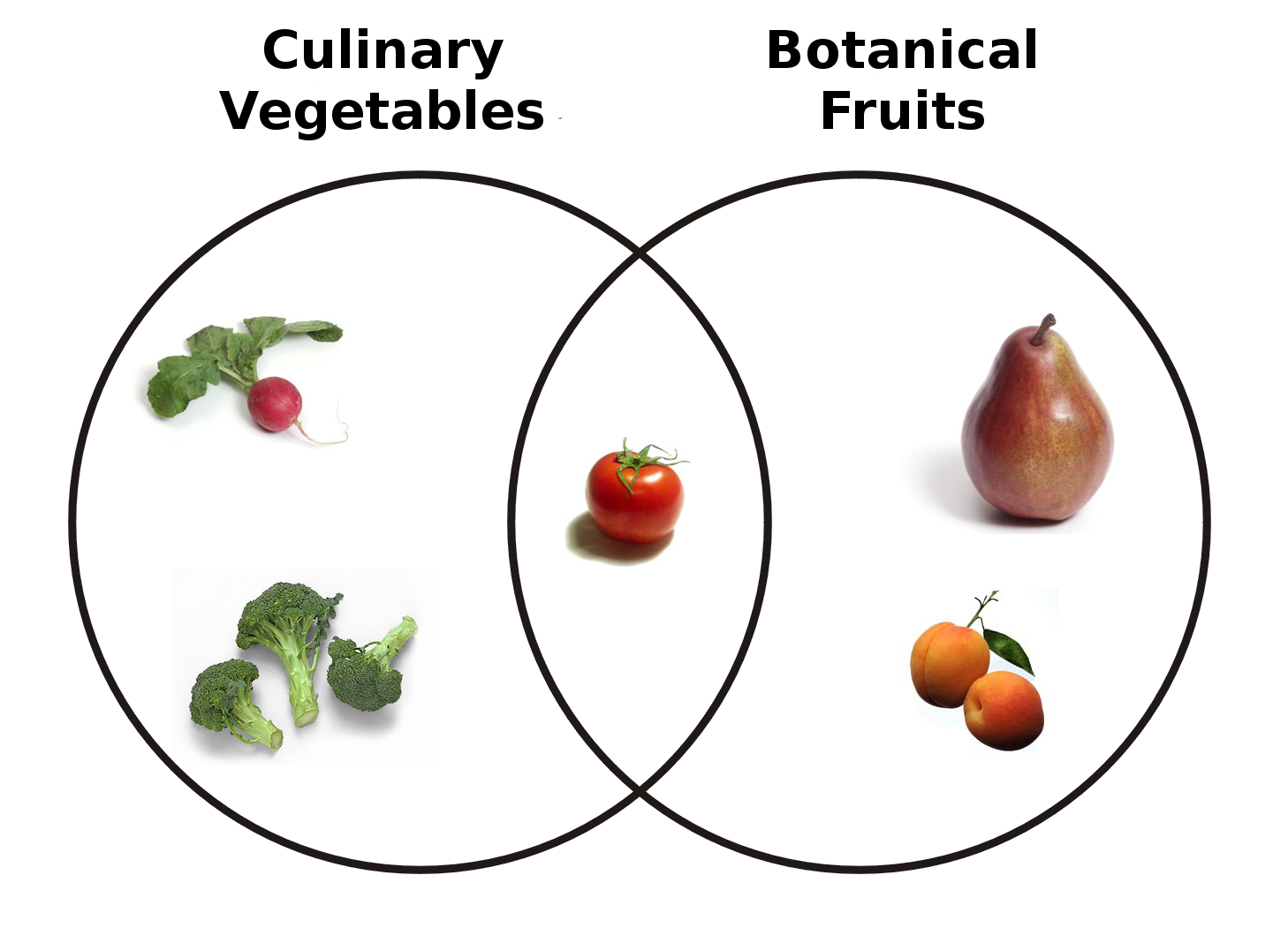
文氏图可以表示蔬菜和果實之間的關係，兩者有重疊的部份

在日常生活上，水果一般是指植物和果實有關，有酸味或甜味的部份。蔬菜是指植物有鮮味或比較沒有酸味或甜味的部份。堅果是指硬的、有油脂的、有殼的植物產物。
有些植物學上的果實，在日常生活中視為蔬菜，例如葫芦科稙物（像南瓜、黄瓜）、蕃茄、豌豆、豆類、玉米、茄子及菜椒。此外，有些香辛料，像多香果、辣椒等，也屬於果實。

## 功能和定义问题

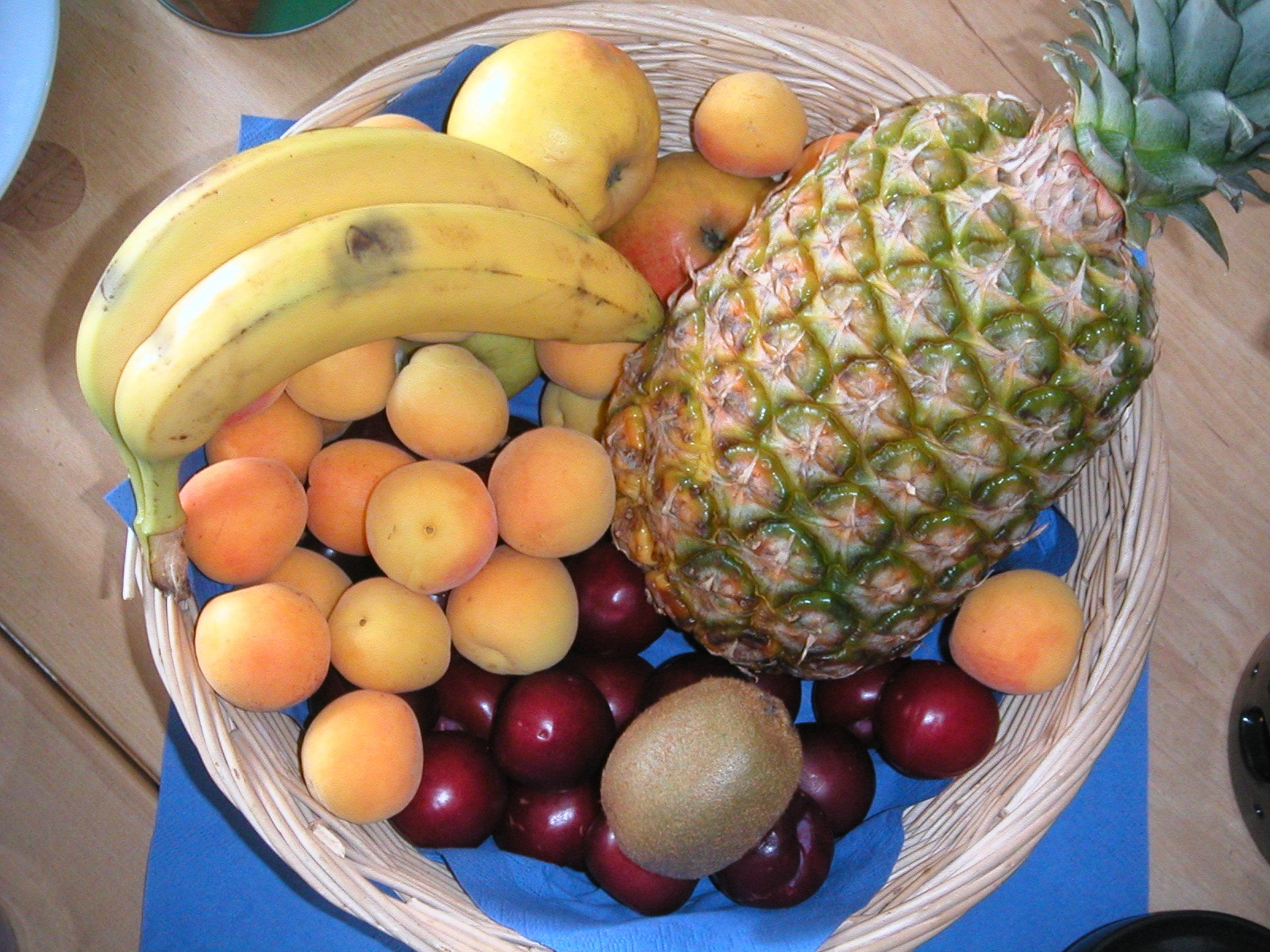
果實

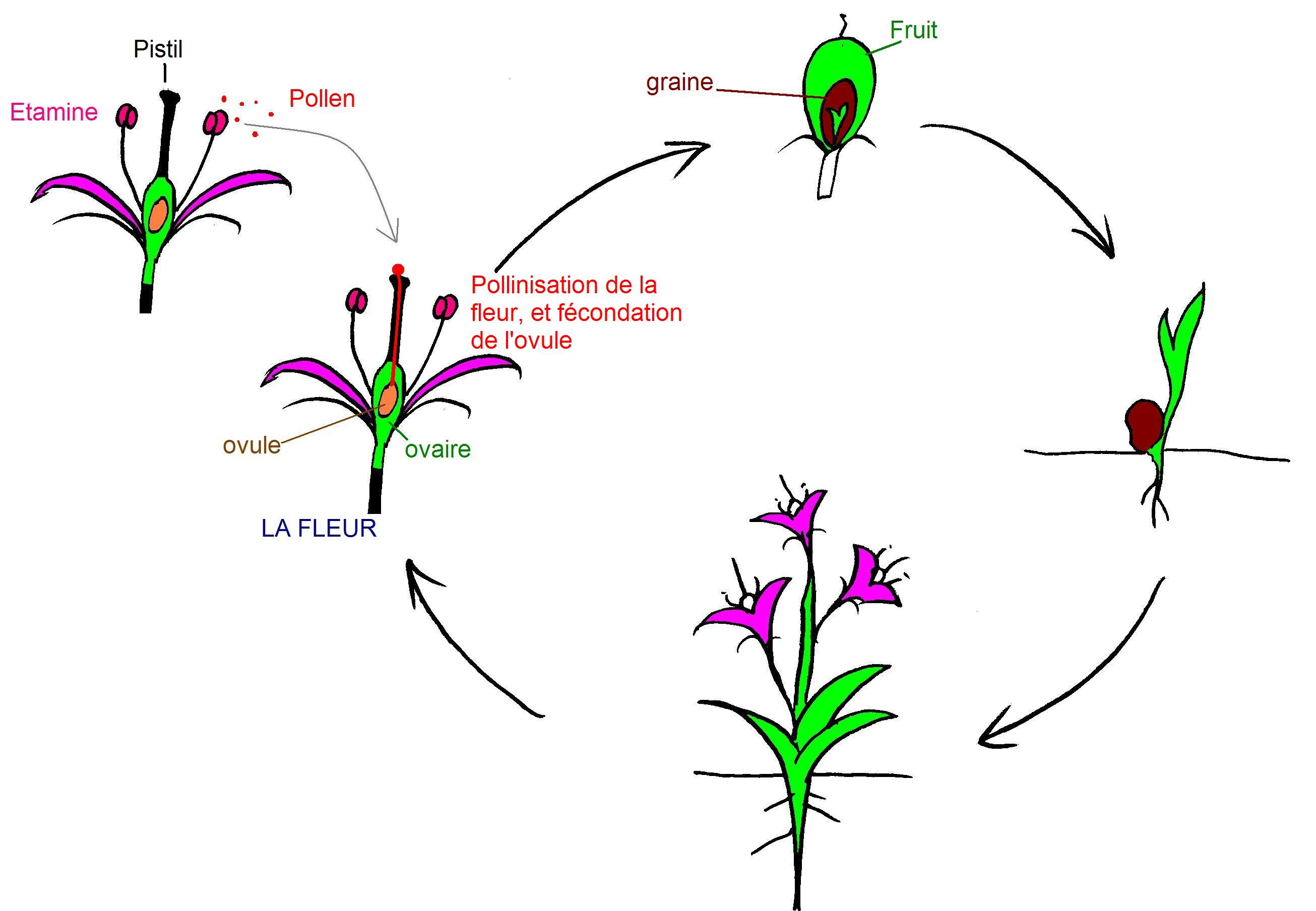
果實的生命週期

果实对于种子有保护功能，并能帮助种子的传播。由于不同植物在长期的演化中形成了多种多样传播种子的方式，所以各种果实不仅在外观上具有极丰富的多样性，而且彼此的发育史相差很大。例如豆科植物的子房均只有1心皮，边缘胎座，习惯上把这一科植物的果实统称为荚果，但是不同的荚果外观相差很大，小的可以只有几毫米长（如黄芪属的一些种类），大的可以长达1米多（如榼藤子），有的不开裂（如落花生），有的纵向开裂（大部分种类如此），也有的横向断裂成数节（如岩黄芪）。又如在蔷薇科中，同样是成熟时红色、借助鸟类和其他动物的食用而传播种子的果实，东方草莓和覆盆子为不同类型的聚合果，山楂为梨果，而樱桃却是核果，它们的发育过程及与之前的花或花序的关系是非常不同的。
有的果实虽然富含营养物质，但这是为了吸引动物来摄食，以为其传播种子，这些营养物质本身是无法再为植物体所利用的，所以不能说果实是贮藏器官。有的果实的果皮中还含有抑制种子萌发的化学物质，种子只有在脱离果皮之后才能萌发，从而保证种子在萌发时能够有一个真正适于新一代植株生态的环境。这样的例子如西瓜、番茄和柑橘。
习惯上，人们在定义果实和划分果实类型时，不仅要考虑果实的形态，还要考虑植物分类系统。仍以豆科为例，该科大部分植物的荚果在成熟时开裂，因此荚果通常被归为裂果的一类，但是落花生等的果实虽然不开裂，仍被归为荚果，这样就可以做出“豆科的果实全为荚果”的简明归纳。又如菊科的蒲公英的果实上的冠毛与果体连为一体，而且在果实传播中具有重要作用，但是因为同科尚有果实无冠毛的种类（如向日葵），所以蒲公英的果实仍被认为是瘦果，由此则可得出“菊科的果实多为瘦果”的简明结论。Spjut（1994）对于这种做法提出了质疑，并从果实的功能入手，重新为果实下了定义：
“果实是一种繁殖单元，由多个包被于珠被之内、附着在大孢子叶或大孢子叶-鳞片复合体之上的一或多个受精卵发育而来（稀为通过单性结实发育而来）。这些大孢子叶或大孢子叶-鳞片复合体可以构成单轴孢子叶球、複轴孢子叶球、单一雌蕊群、复合雌蕊群，或者在果实本身或种子从植物体散落的同时彼此散落的雌蕊群，或者只在种子在植物体上萌发前才彼此散落的雌蕊群。此外，果实还包括任何附着于其上的鳞片、苞片、变态枝、花被或部分花序。”
按他的看法，则果实不再是被子植物特有的器官，裸子植物也有果实；换句话说，一切种子植物都有果实。但是Spjut的观点并没有获得植物分类学界的普遍赞同。

## 形成过程
花的雌蕊中所含的胚珠经过受精作用之后，子房逐渐发育为果实（真果）。有些花的花托、苞片、花萼，以及子房上部的花柱、柱头等与子房外壁相结合，并随子房的生长而膨大，成为果实的一部分。
子房发育成果实时，子房壁发育成果皮，胚珠发育成种子。胚珠分为珠被和卵细胞。如果是单子叶植物，胚珠则还有极核。珠被发育成种皮，卵细胞与精子结合形成胚，单子叶植物的极核也和精子结合形成胚乳（这是双受精现象）。

## 构造
果实的结构通常可分为种子和果皮两部分。果皮又可分为外果皮、中果皮和内果皮（但在多数情况下难于区分），其中外果皮的表面有时有各种形态的附属物，如腺毛草屬、钩、翅等。
对于梅、李、樱桃等可食用的果实来说，外果皮为一层薄膜；中果皮为厚而多汁的肉质部，即所謂的果肉；内果皮则为坚硬的核壳。

## 分类
果实按其发育的不同，构造的不同，特征的不同等可以有多种分类。

### 根據發育成果實部位
果实可以分为真果和假果。由受精后雌蕊子房单一发育起来而形成的果实，叫做真果，如桃、梅、李等果实。 它们外面薄薄的一层一外果皮，肥厚多汁的果肉是中果皮，坚硬的核是内果皮，而核里面的仁是种子。而假果则由子房加上花的其它部分（花萼、花被、花轴等）形成的果实。如苹果、梨的果肉是由花托、雄蕊、花被的基部共同发育而成的，可吃的部分主要是花托。有萼和花萼參與的，如草莓，果肉实际上是增大而肉質的花托，真正的果实是分布在花托上的小硬粒，叫瘦果。这种由许多小果实集生在一个花托上的果实，又叫聚合果。除草莓外，还有莲蓬、玉兰等。如果果实由整个花序发育而成的，花序参与了果实的组成，则称为聚花果，如桑椹、無花果等。

### 根據果皮質地
- 按果皮质地又可分为肉果与干果。肉果与干果按其子房心皮数，开裂方式等又可分为核果、浆果、坚果、瘦果等很多种。详细分类可以参见本页下方的分类列表。

- 漿果：單心皮，外果皮是一層薄表皮，而果肉柔軟多汁且內無核。如：番茄、蓮霧、芭蕉、茄苳、楊桃、木瓜等。

- 柑果：多心皮，果壁富含油胞，果實裡面瓢辮含豐富汁液。如：柑橘類果實，柚子、葡萄柚、檸檬、橘子、金桔等。

### 根據形成果實的花及子房數目
按形成果实的花的雌蕊数目划分：由一花内单雌蕊或複雌蕊形成单一果实的，称为单果。单果内可以有多个心皮，如桃为单心皮，苹果为五心皮。一花内有多个离生的心皮，每个心皮都分别形成果实，但仍複生在同一花萼上的，称为聚合果，如草莓、八角茴香等。
- 單果也稱單花果、單生果。一朵花如果只有一枚雌蕊，由此形成的果實，稱為單果。大多數被子植物的果實都屬單果。根據單果的質地、結構特點，成熟時開裂與否，可分成若干類型：形成單果的雌蕊，可以是單心皮的，也可能是合生心皮的。單心皮雌蕊（單雌蕊）形成的如核果（桃，梅等），莢果（豆科植物的果實）等，合生心皮雌蕊（複雌蕊）形成的如蒴果（棉花，茶等），穎果（稻，麥，玉米等）、角果（十字花科植物的果實），瓠果（漿果中的一類，如西瓜，冬瓜等）等。；中果皮为厚而多汁的肉质部，即所謂的果肉；内果皮则为坚硬的核壳。[10]

- 複果也稱聚花果、花序果、多花果，如菠萝、无花果。由整個花序發育成的果實。如桑的果實是由雌花序發育成的聚花果，每一雌花的子房發育成一個小單果，包藏在厚而多汁的花萼中，食用的肉質多汁部分為雌花花萼。無花果的果實也是由花序發育成的聚花果，著生在肥厚肉質化的花軸內壁的每一雌花的子房發育成一個小堅果，包藏在肉質花萼內，食用部分實際是隱頭花序的肥厚多汁的主軸。鳳梨（即波羅）的聚花果則是由肥厚肉質的中軸、肉質的苞片和螺旋狀排列的不發育的子房共同形成的球果狀體。[11]

- 聚合果也稱聚心皮果。在一朵花內有多枚離生的雌蕊（心皮），每一枚雌蕊形成一個小單果，許多小單果聚生在同一花萼上所形成的果實。如草莓、毛莨等的果實。構成聚合果的單果因植物種類而不同。如草莓、毛莨的單果為瘦果，所構成的聚合果為聚合瘦果；番荔枝和南五味子的單果為漿果，所構成的聚合果為聚合漿果；懸鉤子、覆盆子的單果為核果，所構成的聚合果為聚合核果；玉蘭、金蓮花的單果為蓇葖果，所構成的聚合果為聚合蓇葖果。[12]

## 演化
被子植物的第三次共同进化，即多肉的水果和营养丰富的坚果和种子在始新世才完成。
根据Eriksson O.(2000)等人的统计，在马阶晚期，即6600万年前，被子植物的最大果实体积还不到10mm3（立方毫米），跟大米粒的体积差不多。直到始新世，平均果实大小达到人类拳头大小。在渐新世之后，由于菊科、禾本科、唇形科的大扩散从而导致草原生态系统的出现，平均果实大小再度被变小。
通常複果比单果进步，单果比聚合果进步。肉质果比干果进步。温科勒（Winkler）将果实根据演化程度分为4种基本型式：毛莨型为被子植物果实中最原始的型式，茄型和蔷薇型为中间型式，山茱萸型最进步。依据这一分类，毛莨的瘦果为原始型式，而葵花的瘦果则为进步型式。

## 產量

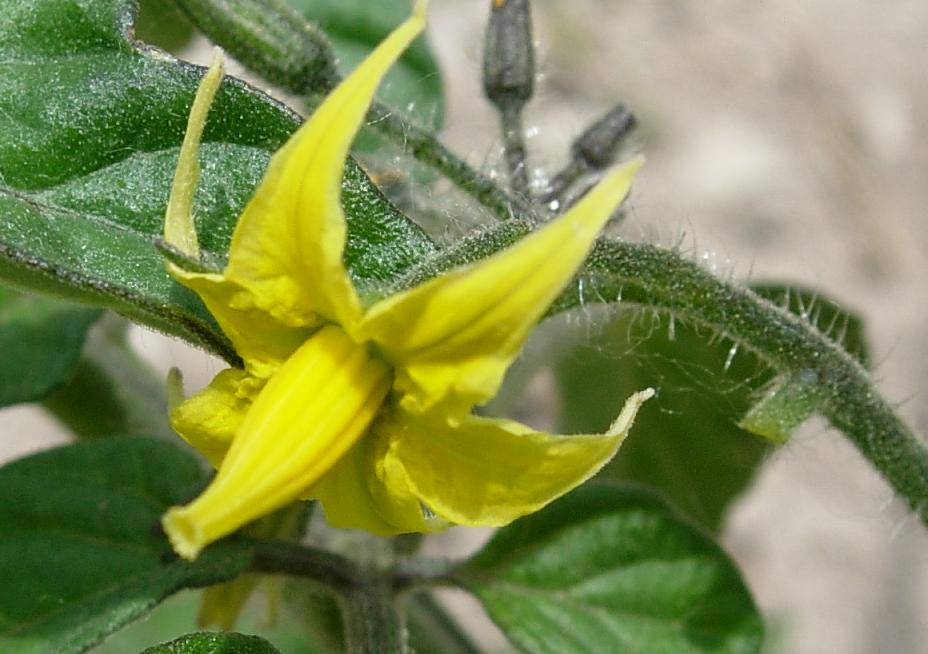
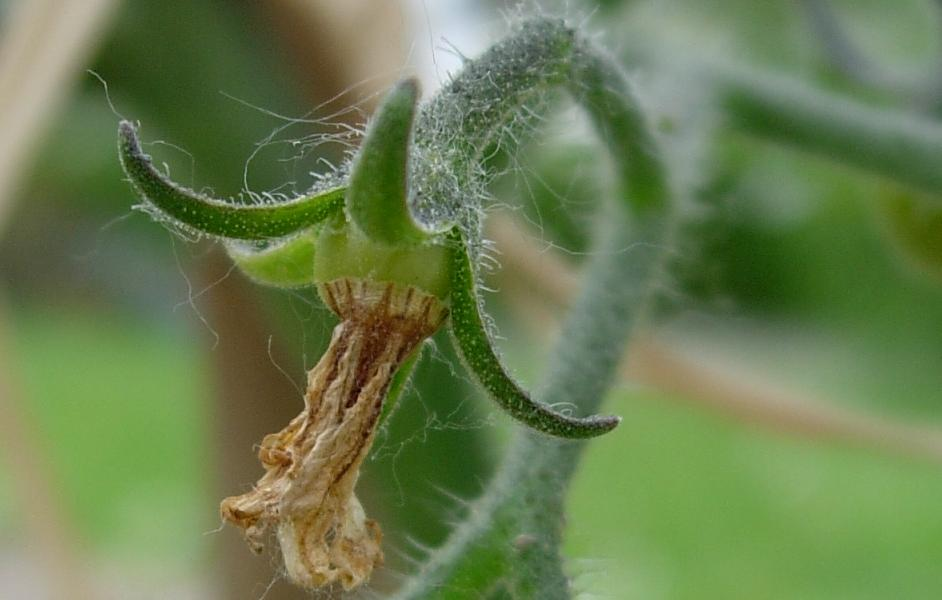
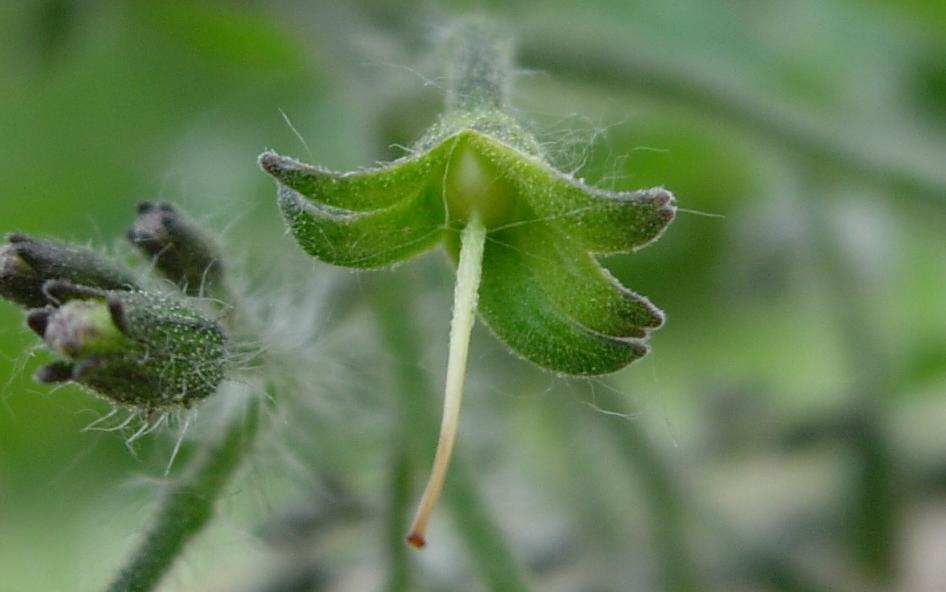
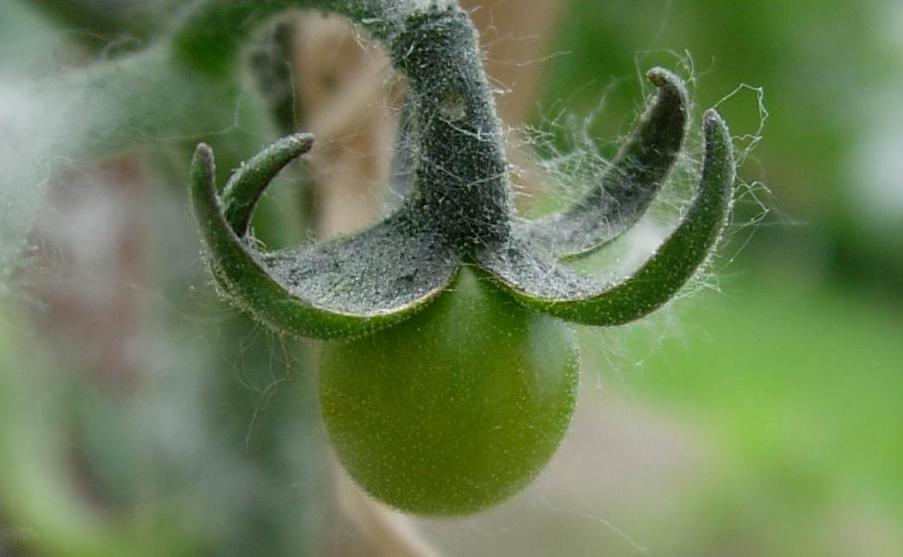
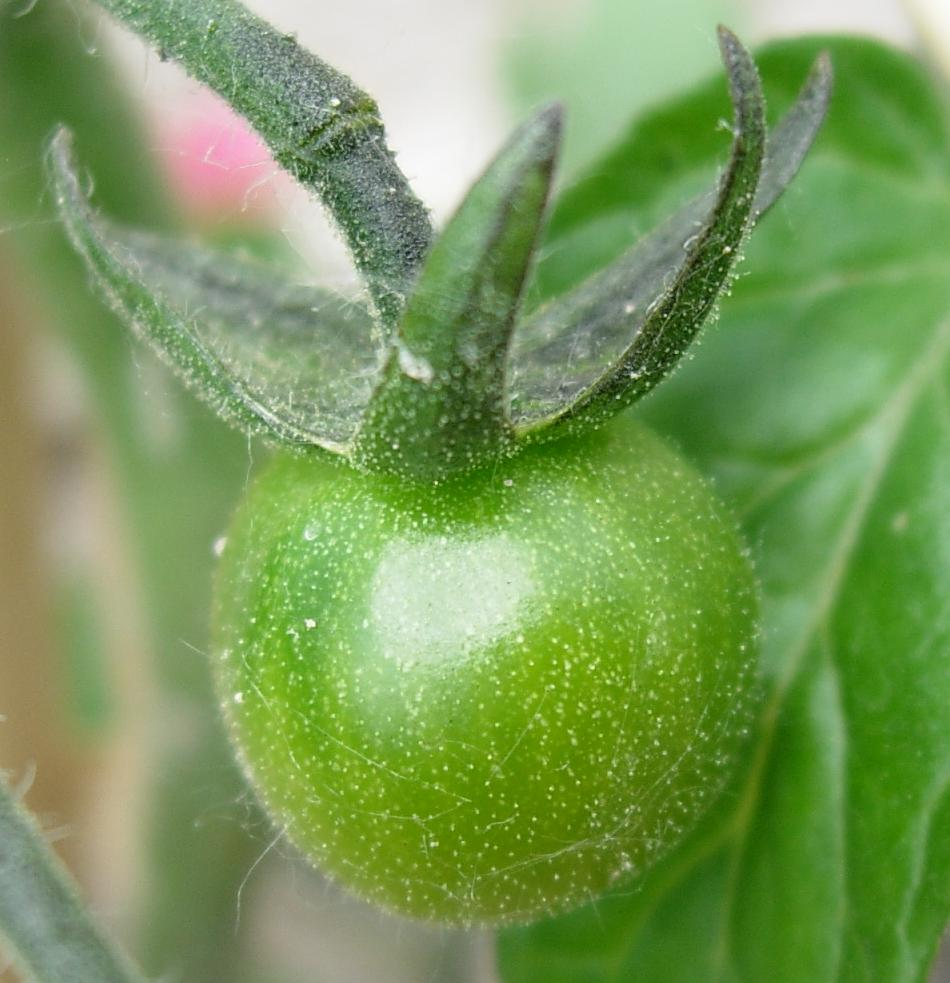
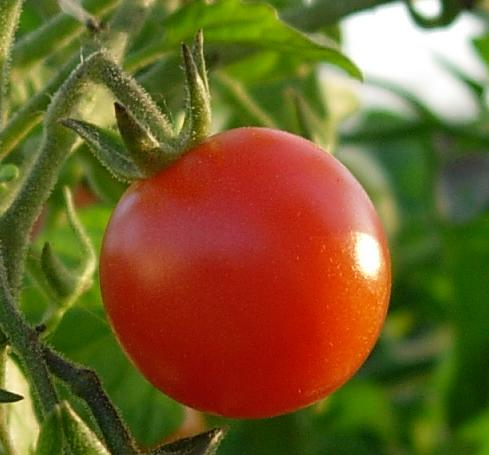

| 十大鮮果生產國— 2005 | 十大鮮果生產國— 2005 | 十大鮮果生產國— 2005 | 十大鮮果生產國— 2005 | 十大鮮果生產國— 2005 |
| 國家 | 產量（Int $1000）    | 註腳                 | 產量（MT）           | 註腳                 |
| --- | -------------------- | -------------------- | -------------------- | -------------------- |
| 印度 | 1,052,766            | C                    | 6,600,000            | F                    |
| 越南 | 438,652              | C                    | 2,750,000            | F                    |
| 中华人民共和国 | 271,167              | C                    | 1,790,000            | F                    |
| 印度尼西亞 | 255,216              | C                    | 1,600,000            | F                    |
| 奈及利亞 | 223,314              | C                    | 1,400,000            | F                    |
| 伊朗 | 223,314              | C                    | 1,400,000            | F                    |
| 緬甸 | 183,436              | C                    | 1,150,000            | F                    |
| | 129,203              | C                    | 810,000              | F                    |
| 尼泊尔 | 82,945               | C                    | 520,000              | F                    |
| | 78,160               | C                    | 490,000              | F                    |
| 無記號 = 官方數據,F =FAO預估值, * =非官方數據, C = 統計數據; Production in Int $1000 have been calculated based on 1999-2001 international prices Source: Food and Agricultural Organization of United Nations: Economic and Social Department: The Statistical Division （页面存档备份，存于） |                      |                      |                      |                      |

| 十大熱帶鮮果生產國— 2005 | 十大熱帶鮮果生產國— 2005 | 十大熱帶鮮果生產國— 2005 | 十大熱帶鮮果生產國— 2005 | 十大熱帶鮮果生產國— 2005 |
| 國家 | 產量（Int $1000）        | 註腳                     | 產量（MT）               | 註腳                     |
| --- | ------------------------ | ------------------------ | ------------------------ | ------------------------ |
| 菲律賓 | 389,164                  | C                        | 3,400,000                | F                        |
| 印度尼西亞 | 377,718                  | C                        | 3,300,000                | F                        |
| 印度 | 335,368                  | C                        | 2,930,000                | F                        |
| 中华人民共和国 | 177,413                  | C                        | 2,164,000                | F                        |
| 哥伦比亚 | 131,629                  | C                        | 1,150,000                | F                        |
| 泰國 | 83,556                   | C                        | 730,000                  | F                        |
| 巴基斯坦 | 60,893                   | C                        | 532,000                  | F                        |
| 巴西 | 55,513                   | C                        | 485,000                  | F                        |
| | 31,934                   | C                        | 279,000                  | F                        |
| 墨西哥 | 28,615                   | C                        | 250,000                  | F                        |
| 無記號 = 官方數據,F =FAO預估值, * =非官方數據, C = 統計數據; Production in Int $1000 have been calculated based on 1999-2001 international prices Source: and Agricultural Organization of United Nations: Economic and Social Department: The Statistical Division （页面存档备份，存于） |                          |                          |                          |                          |

## 安全性
在食品卫生上，美国疾病控制与预防中心建議生食的水果需經適當的處理，以減少食物中毒或食物污染的風險。在商店中需避免水果因碰撞而受損，若是已經切開的水果，需要冷藏處理。水果在食用前需先清洗，即使是外皮不能食用的水果也需清洗。清洗最好是在要食用或是處理前才清洗，以避免水果提早變質。水果需和生的肉類、家禽、蛋和海鲜等分開儲存，也不能接觸到有接觸上述生食的餐具。若水果接觸到上述生食，又沒有要立刻烹調，就要扔掉。所有切開、去皮或烹調過的水果，需要在二個小時內冷藏，否則細菌會開始生長，增加食物中毒的可能性。

## 延伸阅读
[在维基数据编辑]
 《欽定古今圖書集成·博物彙編·草木典·果部》，出自陈梦雷《古今圖書集成》